# Hervormde kerk (Vorchten)
De hervormde kerk in het Gelderse dorp Vorchten is een gotisch kerkgebouw met een romaanse westpartij.
De op een terp gelegen kerk werd in 1176 voor het eerst genoemd. In dat jaar verhief de Utrechtse bisschop Godfried van Rhenen Vorichten, dat tot dan toe onder Epe had gevallen, tot een zelfstandig kerspel.
Het oudste gedeelte van de huidige kerk is de uit omstreeks 1200 daterende tufstenen toren. Deze maakt deel uit van een gereduceerd westwerk (een toren met twee smalle zijvleugels) en wordt afgedekt door een jonger zadeldak. De driedelige westpartij wordt voortgezet door een even breed eenbeukig schip, dat oorspronkelijk waarschijnlijk uit de vroege 13e eeuw dateert. Het veel hogere priesterkoor dateert uit de 15e eeuw. De kerk onderging in 1856 een ingrijpende verbouwing, waarbij vooral het schip wijzigingen onderging. Schip en koor zijn gedeeltelijk uit tufsteen, maar grotendeels uit baksteen opgetrokken.
Tegen de oostmuur van de koorsluiting staat een uit 1630 daterende renaissance-preekstoel. Het orgel dateert uit 1888 en is gebouwd door de Kamper orgelbouwer Jan Proper. Voor de Tweede Wereldoorlog hingen in de toren twee klokken. De oorspronkelijke grote luidklok in de toren werd in 1641 gegoten door de Deventer bronsgieter Hendryck ter Horst en moet als verloren worden beschouwd. Deze klok werd in 1950 vervangen door een nieuwe klok. Verder hing er nog een kleine klok van een anonieme gieter uit 1360. Deze klok hangt nu in de kerk van Ezinge.
De kerk, die oorspronkelijk was gewijd aan Johannes de Doper, is sinds de Reformatie in gebruik als protestants godshuis.